# Deborah M. Gordon

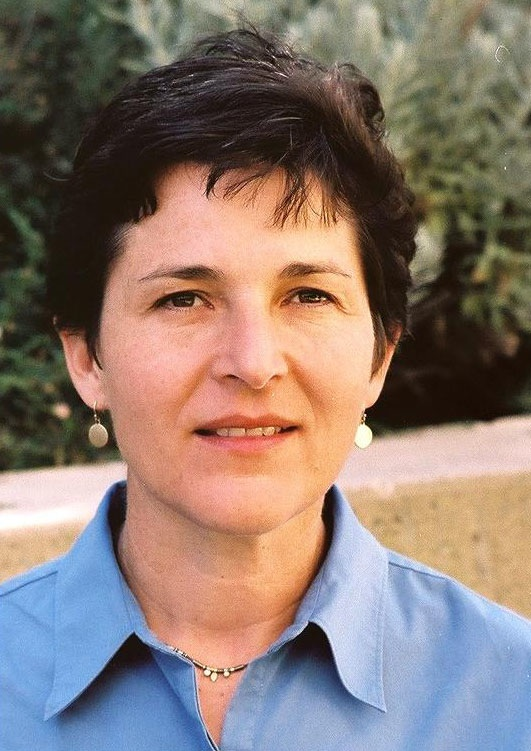
Deborah Gordon

Deborah M. Gordon (* 30. Dezember 1955) ist eine US-amerikanische Biologin und Hochschullehrerin. Sie ist Professorin für Biologie an der Stanford University und leitet das Gordon Lab. Durch die Untersuchung der Funktionsweise von Ameisenkolonien hat sie auffallende Ähnlichkeiten in der Selbstregulierung von Ameisenkolonien, Gehirnen, Zellen und Computernetzwerken festgestellt.

## Leben und Werk

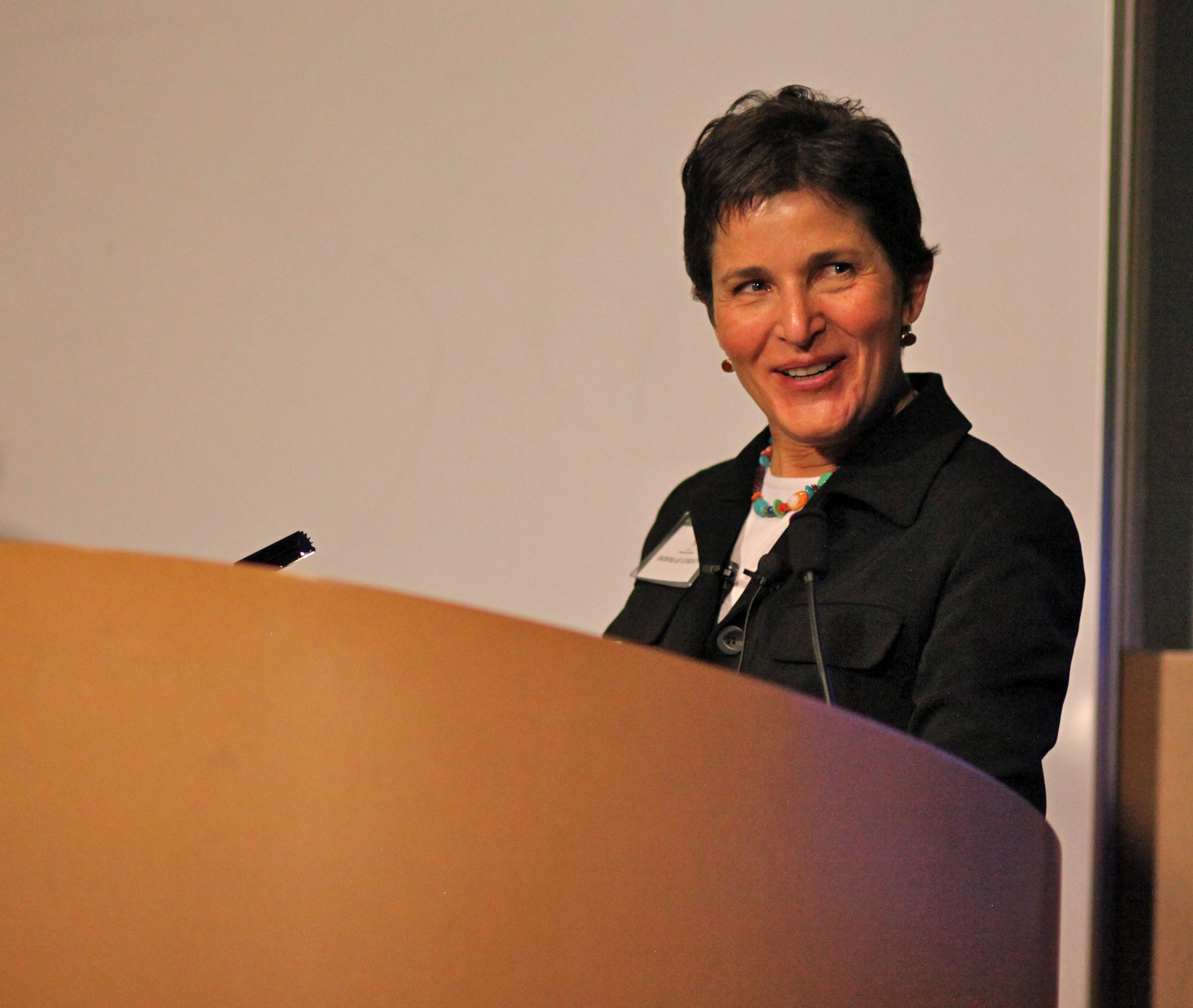
Deborah Gordon bei einem Symposium in Stanford, 2010

Gordon studierte Französisch am Oberlin College, wo sie 1976 ihren Bachelor of Arts Abschluss erhielt. An der Stanford University erwarb sie 1977 den Master of Science in Biologie und promovierte dann 1983 bei John Gregg an der Duke University. 1984 wurde sie von der Harvard Society of Fellows zum Junior Fellow ernannt. 1987 arbeitete sie dann am Centre for Mathematical Biology in Oxford. Am Centre for Population Biology am Imperial College London in Silwood Park war sie wissenschaftliche Mitarbeiterin und von 1989 bis 1991 College Research Fellow an der Lady Margaret Hall der University of Oxford. 1991 nahm sie eine Stelle als Assistenzprofessorin für Biologie an der Stanford University an. Dort wurde sie 1997 außerordentliche Professorin und 2003 Professorin.
Sie ist auch Partnerin in dem Projekt Ants in Space, das mehr über die Suchvorgänge von Ameisen erforscht. Diese Informationen könnten bei der Entwicklung von Suchalgorithmen für Robotergruppen hilfreich sein.

## Forschung
Gordon hat durch die Untersuchung der Funktionsweise von Ameisenkolonien ohne Anführer auffallende Ähnlichkeiten in der Selbstregulierung von Ameisenkolonien, Gehirnen, Zellen und Computernetzwerken festgestellt. Sie erforscht, wie Ameisenkolonien ohne zentrale Steuerung funktionieren und wie sie sich entwickeln. Sie untersucht Analogien zur Neurowissenschaft und Robotik und wie natürliche Systeme wie Ameisen Innovationen in technischen Datensystemen inspirieren können.
Ihr Labor untersucht das kollektive Verhalten von Ameisen und die Rolle chemischer Signale und des Geruchssinns bei der Regulierung von Aufgaben als Reaktion auf sich ändernde Umweltbedingungen und Reize, einschließlich der Rolle der Dopamin-Signalgebung.
Gordon erforscht Ameisenkolonien in der Wüste von Arizona, um ihr komplexes Sozialsystem zu verstehen. Seit sie 1985 ihr Studium begann, hat sie eine jährliche Zählung von rund 300 Ernteameisenkolonien in einem Gebiet in New Mexico durchgeführt. Gordon hat herausgefunden, dass Ameisenkolonien ohne zentrale Steuerung funktionieren können, indem sie einfache Interaktionen nutzen, wie etwa die Häufigkeit, mit der die Insekten ihre Fühler berühren. Entgegen der Vorstellung, dass Kolonien von effizienten Ameisen organisiert werden, hat sie stattdessen entdeckt, dass Systeme existieren, die Unfälle tolerieren und flexibel auf die Umwelt reagieren. Unter schwierigen Bedingungen begünstigt die natürliche Selektion Kolonien, die Ressourcen sparen.

### Anternet
Ihre Studien über Ameisenkolonien führten sie und ihre Stanford-Kollegen zur Entdeckung des Anternet, das die Nahrungssuche der Ameisen auf dieselbe Weise reguliert wie das Internet den Datenverkehr. Das Studium von Ameisenkolonien hat Ingenieuren geholfen, bessere Computerprogramme zu entwickeln, wie den Ameisenalgorithmus, der zur Optimierung der Routenplanung verwendet wird. Gordon und Balaji Prabhakar, Professor für Elektrotechnik und Informatik, entdeckten in den Nahrungssuchmustern bestimmter Ameisenkolonien den Ansatz von Mustern ähnlicher Protokolle, aus denen das Internet besteht.
Prabhakar nannte den Algorithmus der Ameise Anternet. Nachdem sie jahrelang Ameisenkolonien in der Wüste von Arizona beobachtet hatte, entdeckte Gordon, dass die Art der Ernteameisen, die sie untersuchte, über eine ganz besondere Nahrungssuchtechnik verfügt. Einzelne Ernteameisen suchten nach Samen, um sie in die Kolonie zurückzubringen. Sie kamen nicht in die Kolonie zurück, bis sie etwas gefunden hatten. Gordon bemerkte, dass sich die Kolonien an ihre Wüstenumgebung angepasst hatten, indem sie an extrem heißen und trockenen Tagen nicht so viele Futtersammler aussandten und sich stattdessen von den Samen ernährten, die sie gelagert hatten. Durch Beobachtung und Experimente entdeckte Gordon, dass potenzielle Futtersucherinnen an einem schmalen Tunneleingang der Kolonie warten. Immer wenn eine andere Futtersuchameise mit Futter zurückkommt, lässt sie ihre Ladung fallen und berührt mit ihren Fühlern die wartenden Ameisen. Ob eine einzelne Futtersucherin loszieht oder nicht, hängt von der Anzahl der Interaktionen ab, die sie mit zurückkehrenden Futtersucherinnen hat, und vom Zeitpunkt dieser Interaktionen. Ein komplexes kollektives Verhalten wird also ausschließlich durch einfache individuelle Interaktionen gesteuert. Niemand entscheidet, ob es ein guter Tag zum Sammeln ist. Das entscheidet die Gemeinschaft, aber keine einzelne Ameise.
Gordon zeigte ihre Daten Prabhakar, um sie rechnerisch zu modellieren. Der Algorithmus, den die Ameisen verwendeten, um herauszufinden, wie viel Nahrung verfügbar ist, ist im Wesentlichen derselbe wie der im Transmission Control Protocol. Das Transmission Control Protocol, auch als TCP bekannt, ist ein wichtiger Bestandteil des Internets. Im Internet sind viele Maschinen beteiligt, die sich gegenseitig Dateien, darunter Websites, Videos, Textdokumente und Audiodateien, über ein riesiges Hardware-Netzwerk aus Routern, Kabeln, Satelliten, Mobilfunkmasten und Computern schicken. Das Problem besteht darin, dass manchmal Teile des Netzwerks ausfallen, die Hardware kann kaputtgehen oder überlastet werden und dadurch dramatisch langsamer werden. Wenn eine Quelle, die eine Datei hostet, TCP verwendet, zerlegt sie die Datei in kleinere Teile, sogenannte Pakete. Sie sendet eine Reihe von Paketen an den Anforderer und überwacht die Empfangsbestätigungen, sogenannte ACKs, um zu kalibrieren, wie schnell die restlichen Pakete gesendet werden sollen.
Das Ziel einer Ameisenkolonie besteht darin, mehr Nahrung zu sammeln und weniger Ameisen zu verbrauchen. Das Ziel eines Servers darin, eine Datei zu senden und Überlastungen oder Überlastungen zu vermeiden. Das Senden eines Pakets über das Internet ist vergleichbar mit dem Freilassen einer Futtersameise in die freie Wildbahn. Das Erhalten einer Bestätigung des Empfangs eines Pakets ist vergleichbar mit der Rückkehr einer Futterameise mit Nahrung. Wenn viele Bestätigungen schnell zurückkommen, entspricht dies einer guten Bandbreitenverfügbarkeit, genauso wie die schnelle Rückkehr vieler Ameisen einer guten Nahrungsverfügbarkeit entspricht. Gute Verfügbarkeit bedeutet die Freigabe von mehr Ameisen oder mehr Paketen. Und wenn Ameisen oder Bestätigungen langsam oder überhaupt nicht zurückkommen, wird die Freigabe entweder verlangsamt oder ganz abgeschaltet. Im Fall von Ernteameisen bedeutet Abschalten, dass die Futterameisen für eine Weile nicht mehr die Kolonie verlassen. Im Fall des Internets läuft die Verbindung ab.
Mithilfe dieser Systeme kann eine Ameisenkolonie Nahrung sammeln und dabei Verluste minimieren, und das Internet ermöglicht den Datentransfer zwischen Maschinen bei minimaler Überlastung ohne die Komplexität einer aktiven, überwachenden Autorität zu benötigen.
Sowohl Ameisen- als auch menschliche Netzwerke verwenden positives Feedback, entweder von Bestätigungen, die die Übertragung des nächsten Datenpakets auslösen, oder von mit Nahrung beladenen zurückkehrenden Futtersuchern, die den Ausgang eines anderen ausgehenden Futtersuchers auslösen.

### Mitarbeit im Microbes Mind Forum
Gordon ist außerdem Beraterin des Microbes Mind Forum. Das Microbes Mind Forum erforscht Prinzipien im Mikro- und Makromaßstab, verteilte Intelligenz in natürlichen Systemen und wie sich selbstorganisierende Ökosysteme aus Computern und Menschen gemeinsam zu Problemlösungsnetzwerken entwickeln.
Ihre Forschungen zur kollektiven Organisation von Ameisenkolonien umfassen Studien zur langfristigen Demografie und zum Verhalten von Ernteameisenkolonien in Arizona, Faktoren, die die Ausbreitung der invasiven Argentinischen Ameise in Nordkalifornien bestimmen, und die Ökologie des Mutualismus zwischen Ameisen und Pflanzen in tropischen Wäldern in Mittelamerika.
Am 4. Februar 2025 betrug der h-Index von Gordon bei Google Scholar 70.

## Auszeichnungen und Ehrungen (Auswahl)
- 1984–1987: Junior Fellow, Harvard Society of Fellows
- 1987–1988: NSF-NATO Postdoctoral Fellowship
- 1989–1991: E.P.A. Cephalosporin Research Fellowship, Lady Margaret Hall, Oxford
- 1993: MacNamara Fellow, Stanford
- 1995: Phi Beta Kappa Association of N. California, Excellence in Teaching Award
- 1997: Fellow, Center for Advanced Study in the Behavioral Sciences, Stanford
- 2001: Walter J Gores Award for Excellence in Teaching, Stanford University
- 2001–2002: Fellow, Center for Advanced Study in the Behavioral Sciences, Stanford
- 2001–2002: Guggenheim Fellowship
- 2007: Fellow der California Academy of Sciences
- 2009–2010: Fellow, Center for Advanced Study in the Behavioral Sciences, Stanford
- 2016: Fellow der Animal Behavior Society
- 2020: Quest Award, Animal Behavior Society

## Veröffentlichungen (Auswahl)
- The Ecology of Collective Behavior. Princeton University Press, 2023, ISBN 978-0-691-23214-0.
- Ants At Work: How An Insect Society Is Organized. Free Press, 1999, ISBN 978-0-684-85733-6.
- An ant colony has memories that its individual members don’t have. 2018. Dieser Artikel wurde  ursprünglich am 11. Dezember 2018  bei  Aeon veröffentlicht  und unter Creative Commons erneut bei Britannica veröffentlicht.[9]
- Ant Encounters: Interaction Networks and Colony Behavior. Princeton University Press, 2010, ISBN 978-0-691-13879-4.